# Víctor Hugo González
Víctor Hugo González Prada (Floridablanca, Colombia; 26 de febrero de 1973) es un entrenador de fútbol colombiano. Actualmente dirige a al Atlético Bucaramanga Femenino y colabora con las divisiones inferiores del club 'leopardo'.

## Trayectoria
Víctor empezó en la dirección técnica cuando apenas tenía 23 años, tres años más tarde fundó la escuela Nantes Fútbol Club AFFYR donde comienza con categorías sub-17 y sub-20 al pasar el tiempo aumento las categorías y también crea la filial femenina. De su escuela han salido futbolistas como Yoreli Rincón y Roger Torres. Su buen trabajo en el fútbol Santandereano lo llevó a ser el presidente y DT en la Liga de fútbol de Santander durante 2 años. Paralelamente a ello era el profesor de una escuela ubicada en una zona veredal cercana a Bucaramanga.

En el año 2013 a sus 40 años recién cumplidos recibe el llamado del Real Santander para ser el director técnico del club luego de la salida del Argentino Miguel Oswaldo González; Víctor pide una licencia al magisterio para dejar su trabajo como profesor de educación física en la escuela veredal pero al ver el respaldo que le dio el club decide quedarse de lleno como entrenador y dejar a un lado sus otros proyectos.
Con altas y bajas, con respaldo de unos y no tanto de otros Víctor se planteó un proyecto de ascenso a primera división a 5 años (2013-2018) y las directivas del Real Santander aceptaron.
Para la temporada 2017 alcanzó el cupo a la final tras vencer al Deportes Quindio en la semifinal por la vía de los penales.
El 24 de agosto de 2018 declarando motivos personales, renuncia al cargo luego de más de 5 años al mando del Real Santander.
El 29 de agosto de 2018 González es anunciado como director técnico de Atlético Bucaramanga Femenino.

## Clubes
Como entrenador
| Club                     | País                     | Año                      | Partidos Dirigidos |
| ------------------------ | ------------------------ | ------------------------ | ------------------ |
| Real Santander           | Colombia                 | 2013 - 2018              | 230                |
| Bucaramanga Femenino     | Colombia                 | 2018 -                   | 6                  |
| Total Partidos Dirigidos | Total Partidos Dirigidos | Total Partidos Dirigidos | 230                |

## Estadísticas como entrenador
| Club              | Temporada         | Div.              | Liga | Liga | Liga | Liga | Liga   | Copa nacional | Copa nacional | Copa nacional | Copa nacional | Internacional | Internacional | Internacional | Internacional | Total Partidos Dirigidos |
| Club              | Temporada         | Div.              | P.   | G.   | E.   | D.   | Pos.   | P.            | G.            | E.            | D.            | P.            | G.            | E.            | D.            | Total Partidos Dirigidos |
| ----------------- | ----------------- | ----------------- | ---- | ---- | ---- | ---- | ------ | ------------- | ------------- | ------------- | ------------- | ------------- | ------------- | ------------- | ------------- | ------------------------ |
| Real Santander    | 2013              | 2ª                | 32   | 10   | 8    | 14   | 16º/18 | 9             | 2             | 1             | 6             |               |               |               |               | 41                       |
| Real Santander    | 2014              | 2ª                | 36   | 10   | 10   | 16   | 14º/18 | 10            | 1             | 1             | 8             |               |               |               |               | 46                       |
| Real Santander    | 2015              | 2ª                | 32   | 8    | 8    | 16   | 13º/16 | 6             | 2             | 2             | 2             |               |               |               |               | 38                       |
| Real Santander    | 2016              | 2ª                | 32   | 9    | 6    | 17   | 14º/16 | 6             | 1             | 4             | 1             |               |               |               |               | 38                       |
| Real Santander    | 2017              | 2ª                | 38   | 13   | 10   | 15   | 9º/16  | 6             | 0             | 0             | 6             |               |               |               |               | 44                       |
| Real Santander    | 2018              | 2ª                | 21   | 3    | 7    | 11   | 16º/16 | 2             | 0             | 0             | 2             |               |               |               |               | 23                       |
| Real Santander    | Total club        | Total club        | 191  | 53   | 49   | 89   |        | 49            | 6             | 8             | 25            |               |               |               |               | 230                      |
| Consolidado Total | Consolidado Total | Consolidado Total | 191  | 53   | 49   | 89   |        | 49            | 6             | 8             | 25            |               |               |               |               | 230                      |

### Resumen de estadístico
| Competición       | Partidos Dirigidos | Ganados | Empatados | Perdidos |
| ----------------- | ------------------ | ------- | --------- | -------- |
| Segunda División  | 191                | 53      | 49        | 89       |
| Copa Colombia     | 39                 | 6       | 8         | 25       |
| Consolidado Total | 230                | 59      | 57        | 114      |